# Orest Kiprenski

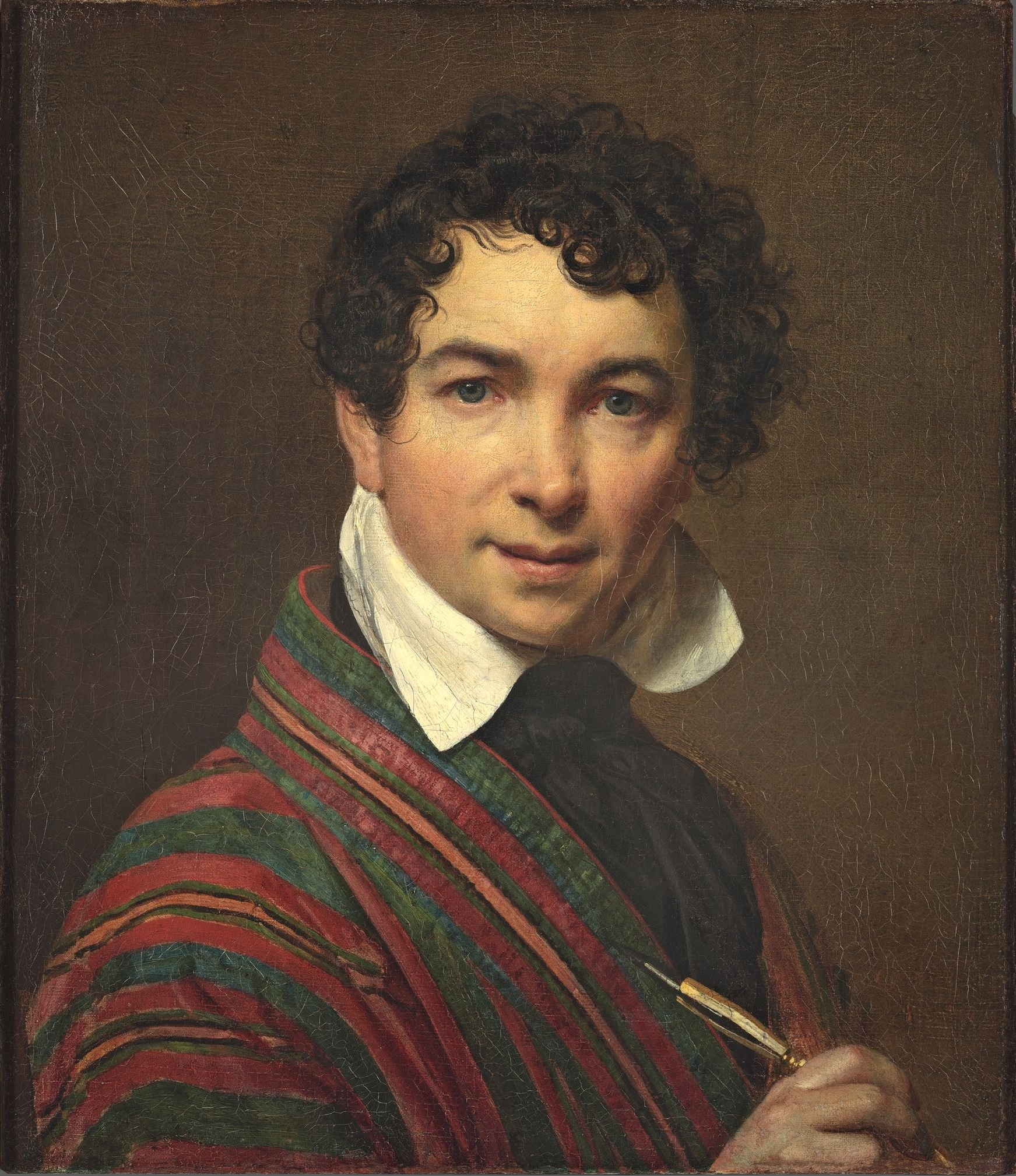
Zelfportret Kiprenski 1828

Orest Adamovitsj Kiprenski (Russisch: Орест Адамович Кипренский; 13 maart 1782 – Rome, 5 oktober 1836), was een vooraanstaand Russisch kunstschilder uit de tijd van de romantiek. Aanvankelijk schilderde hij vooral taferelen uit de vroege Russische geschiedenis. Later maakte hij vooral naam met zijn portretten, onder meer van Aleksandr Poesjkin en Vasili Zjoekovski.

## Leven
Kiprenski studeerde aan de Peterburgse kunstacademie en later (na het winnen van een prijs) ook in het Westen. Hij leefde afwisselend in Rusland en Italië. In Italië kreeg hij een verhouding met een dorpsmeisje, Maria Falcucci, die hij als dienstmeid kocht van haar familie. Toen hij weer eens terugkeerde naar Rusland zond hij haar naar een klooster. Weer terug in Italië kon hij haar echter niet meer terugvinden. Ze bleek verplaatst, maar Kiprenski wist haar na lang zoeken terug te vinden en huwde haar in 1836. Kort daarna stierf hij te Rome aan longontsteking.

## Schilderijengalerij

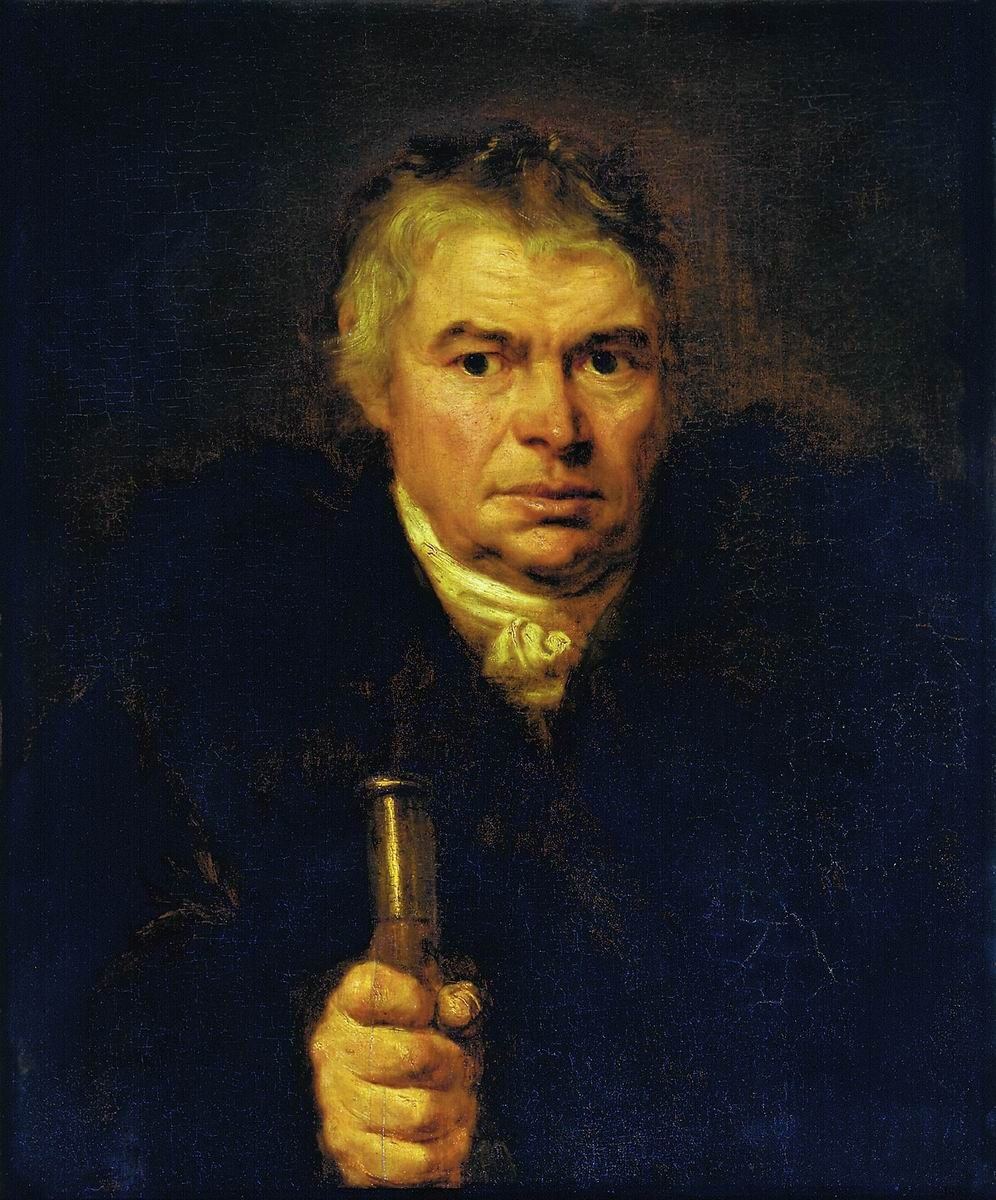
Adam Sjvabler, Orests pleegvader, 1804
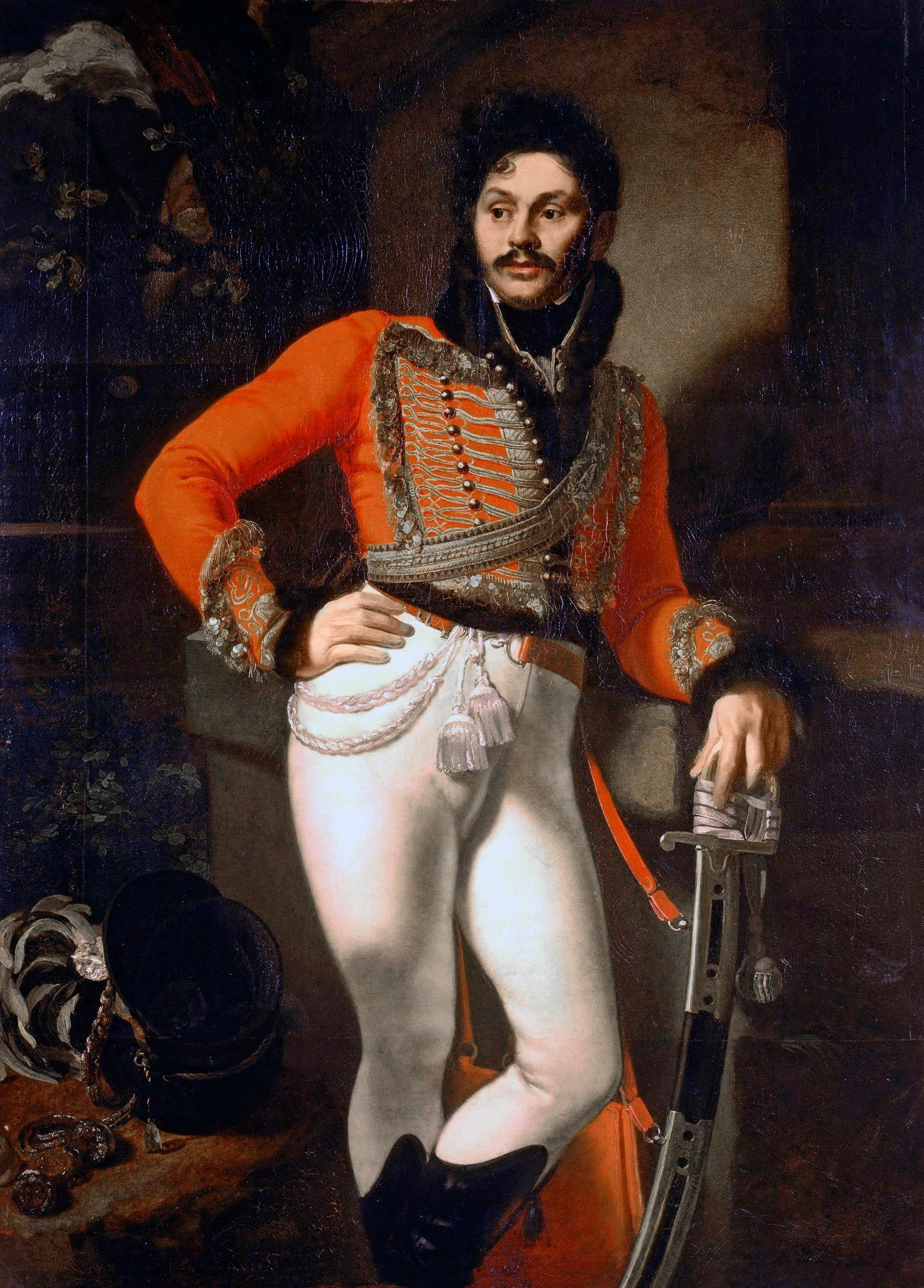
Jevgraf Denis Davidov 1809
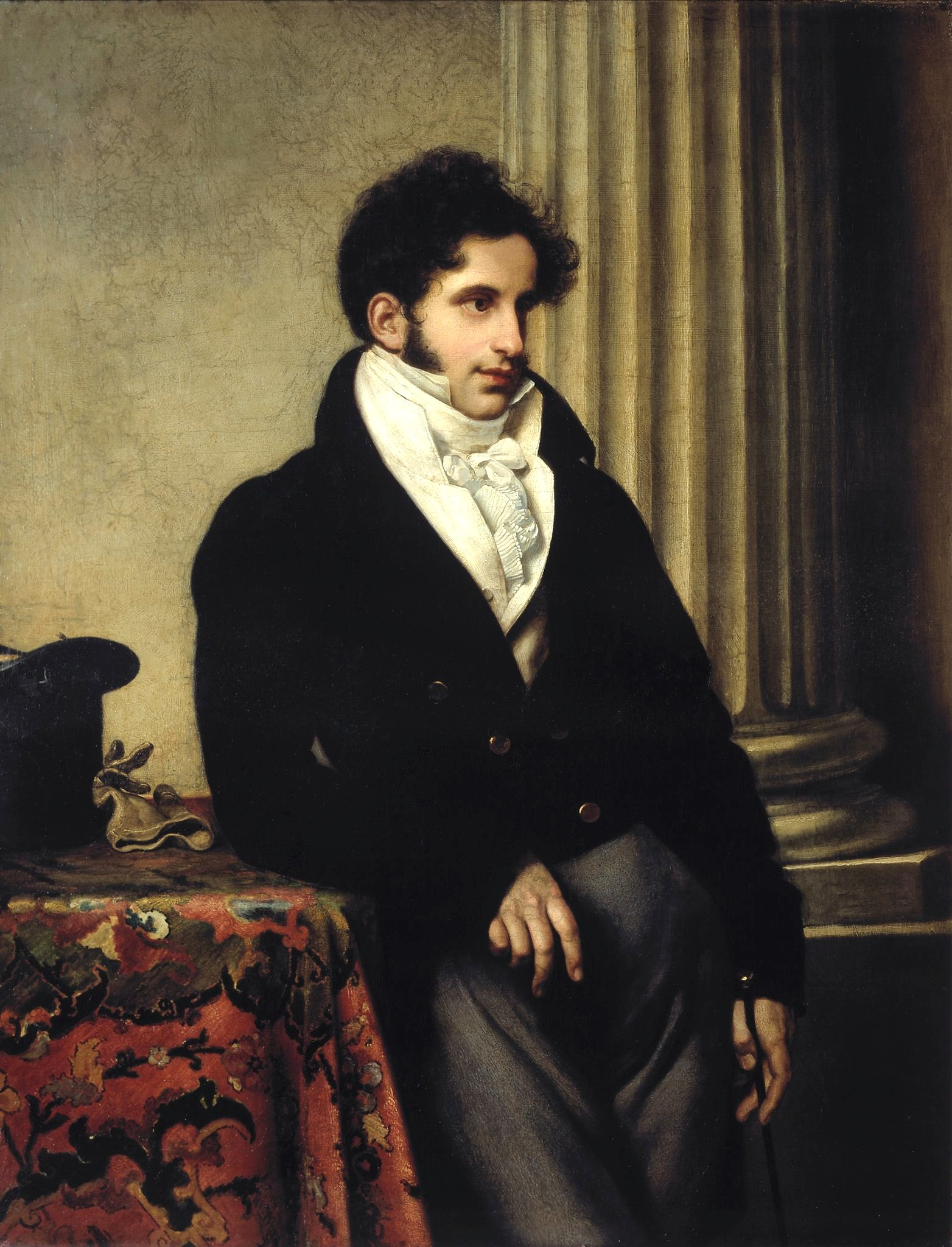
Sergej Oevarov, 1815
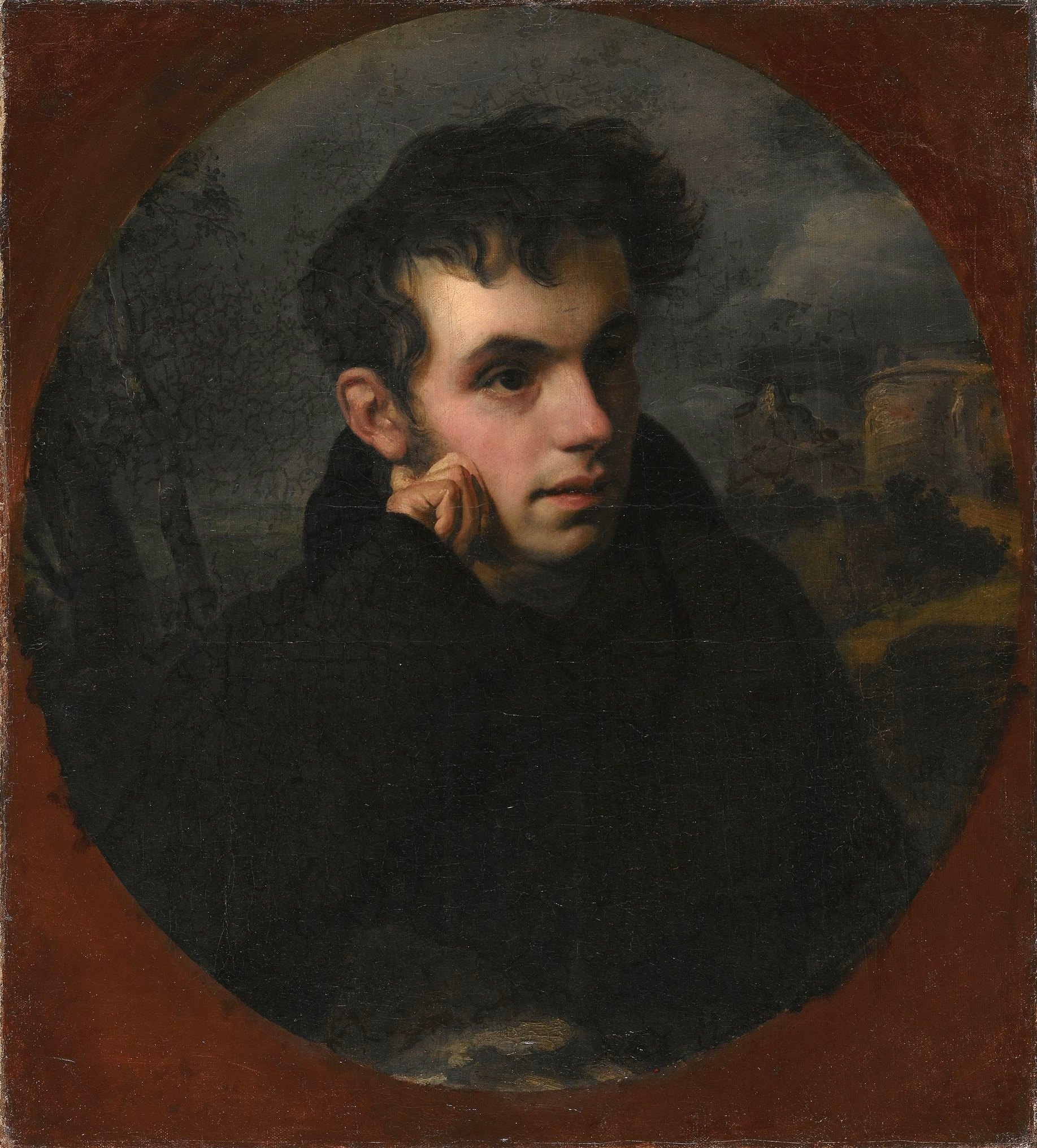
Vasili Zjoekovski 1815
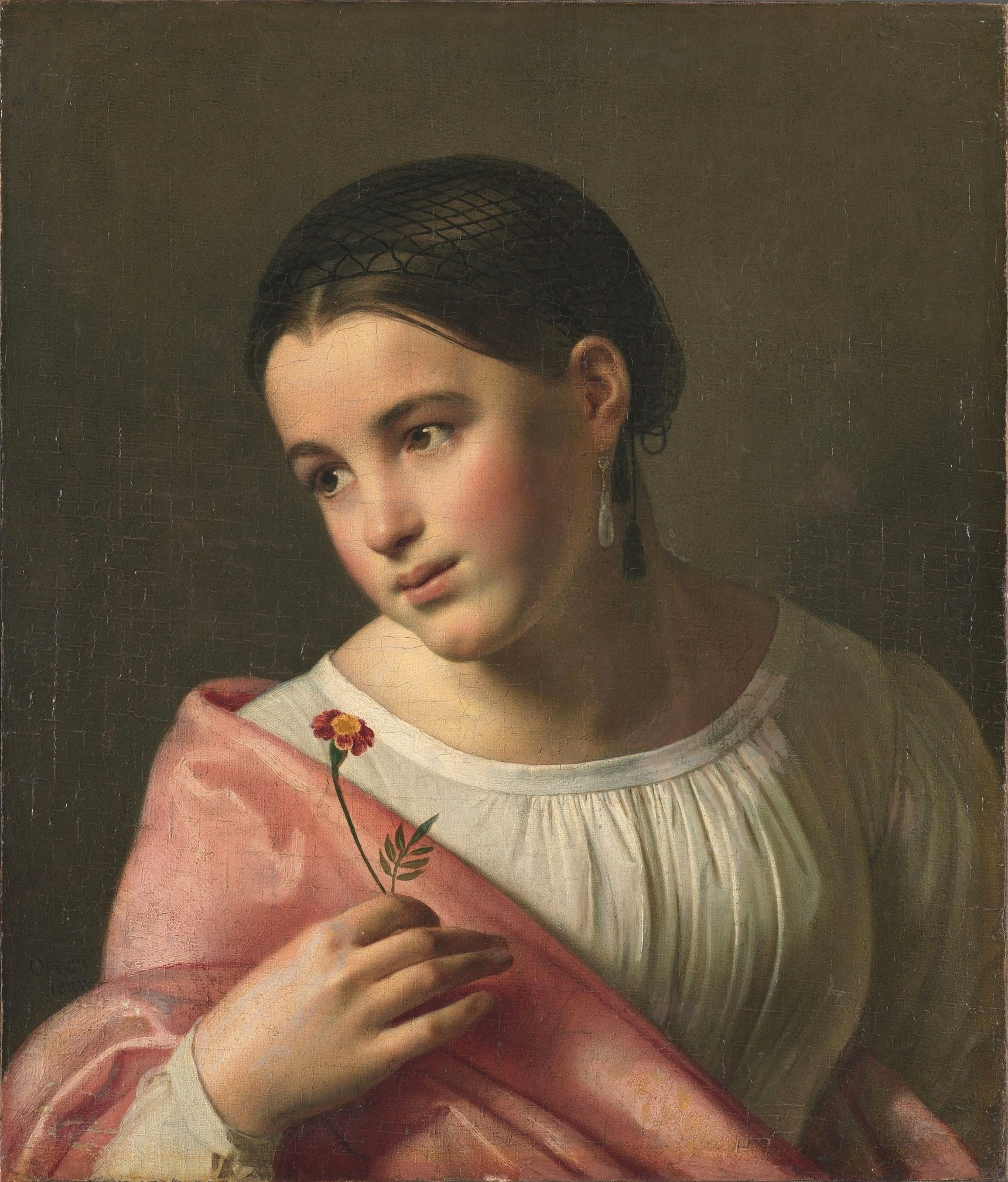
Nikolaj Karamzins 'Arme Liza', 1827
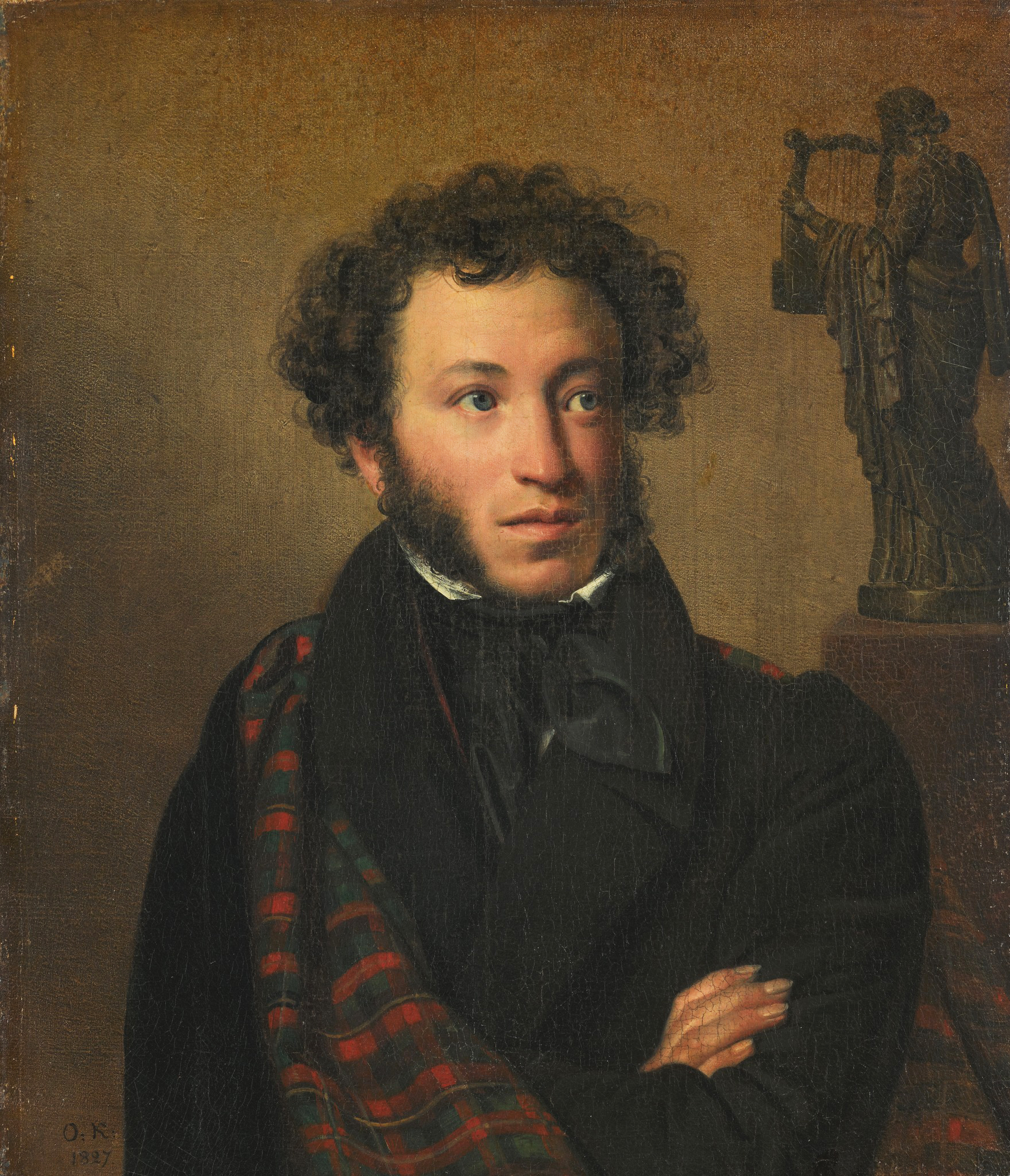
Aleksandr Poesjkin 1827
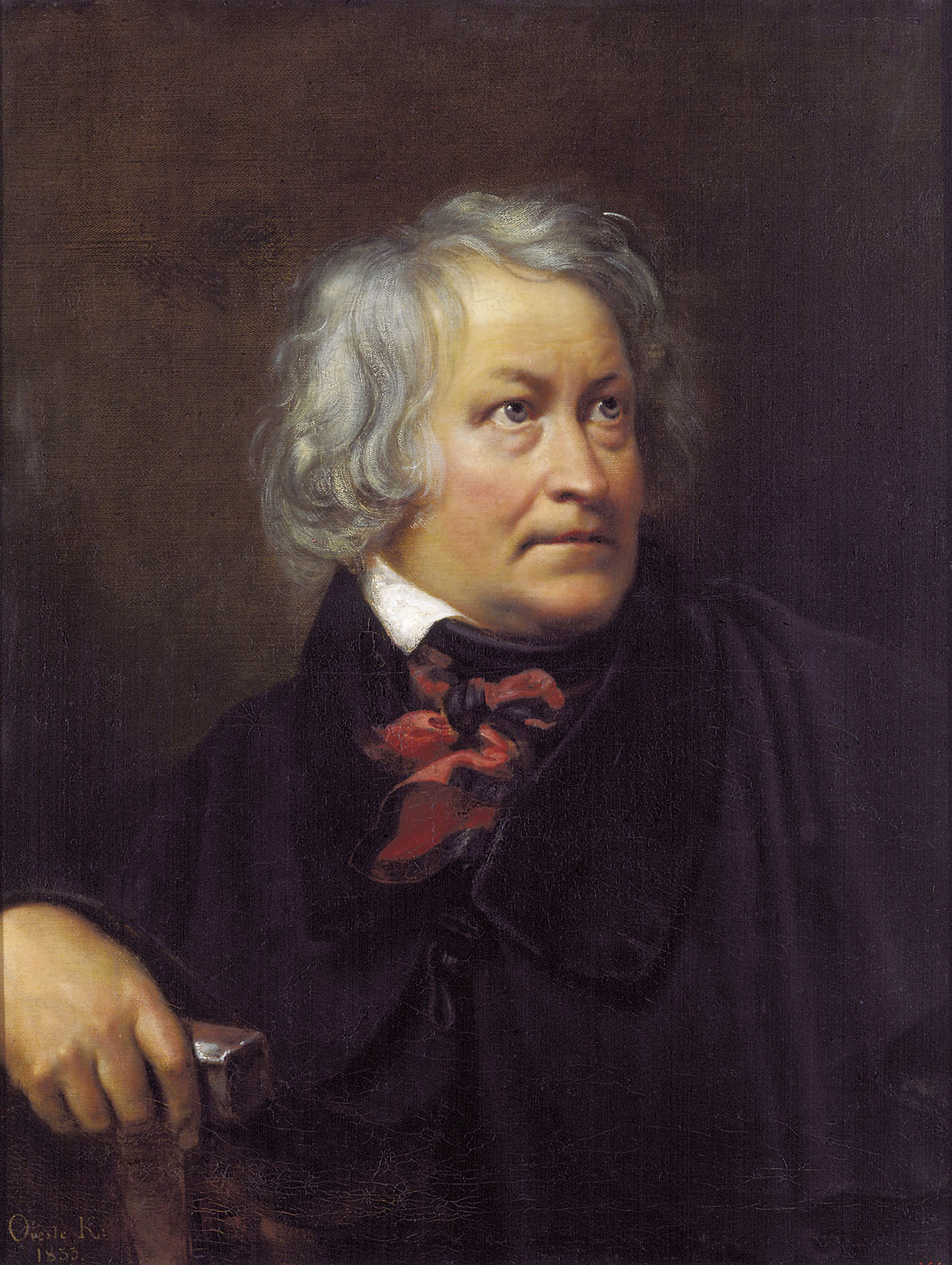
Bertel Thorvaldsen, 1833
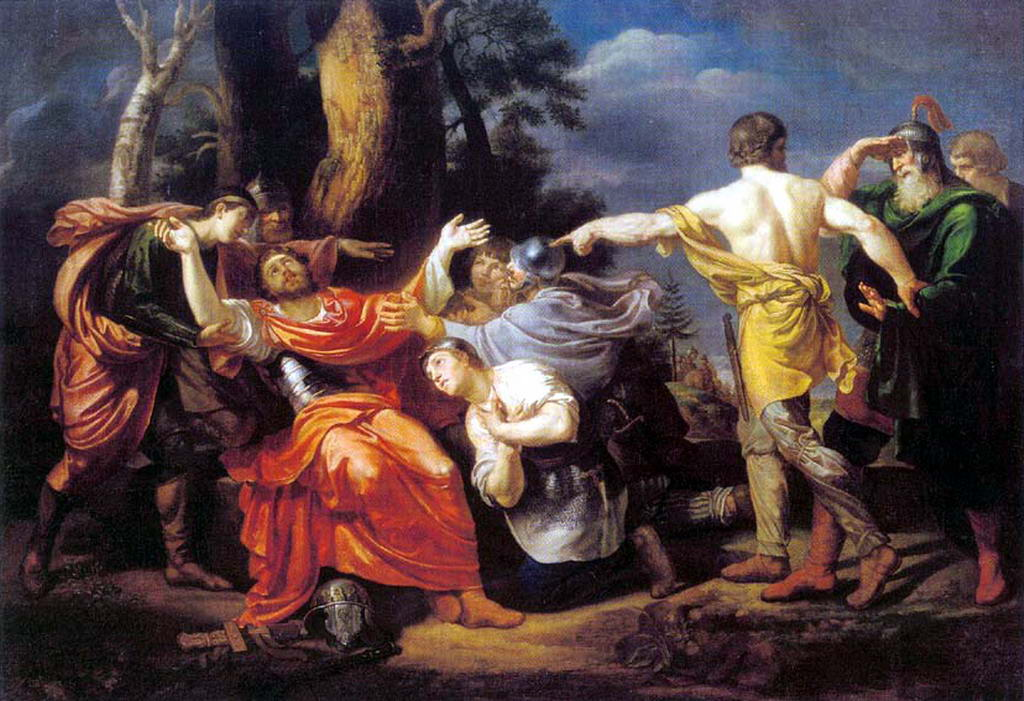
Dmitri Donskoi, gewond, na de Slag op het Koelikovo-veld